# Joumana Haddad
Joumana Haddad (Beirut, 6 de diciembre de 1970) es una escritora, periodista, poetisa, artista y activista libanesa. En mayo de 2018 fue candidata a las elecciones legislativas por la lista independiente Kulna Watani (Todos somos patriotas) pero finalmente no logró escaño provocando la protesta de sus seguidores que denunciaron fraude. Desde 2014, es anualmente seleccionada como una de las mujeres árabes más influyentes del mundo, por la revista Arabian Business, por su activismo cultural y social (posición 34 en 2017).

## Biografía
Joumana nació en el seno de una familia cristiana de la Iglesia católica griega. Su madre es de ascendencia armenia por parte materna y siríaca por parte paterna. 
Fue responsable de las páginas culturales del periódico libanés An Nahar, donde ha trabajado del 1997 hasta 2017. Ha enseñado escritura creativa en la Universidad Líbano Americana entre el 2012 y el 2016. Es activista para los derechos de la mujer, y es también la redactora jefe de Jasad, una polémica revista en idioma árabe especializada en la literatura y las artes del cuerpo. Fue la administradora del premio IPAF o Booker árabe, un premio literario que recompensa una novela árabe, desde el 2007 hasta el 2011.
Ha publicado ya varios libros que han sido traducidos y publicados en muchos países del mundo.
Joumana Haddad forma parte del Comité de los consejeros de MARCH Lebanon, una ONG que lucha por la libertad de expresión en Líbano.
Es políglota (habla siete lenguas) y ha publicado libros en lenguas diferentes. También  ha realizado diversas obras de traducción, entre las cuales están una antología de la poesía libanesa moderna, publicada en español, y una antología de 150 poetas suicidas del siglo veinte.
Para su libro Con los ladrones del fuego, se entrevistó con escritores como José Saramago, Umberto Eco, Paul Auster, Yves Bonnefoy, Peter Handke, Elfriede Jelinek.
En 2009, coescribió y actuó en una película de la directora libanesa Jocelyne Saab ("Qué pasa?").) 
Ha participado también en un documental del director Nasri Hajjaj, sobre el poeta palestino Mahmoud Darwish.
También realiza collages.

## Compromiso con la mujer árabe
Comprometida con la situación de la mujer en el mundo árabe, Joumana Haddad, en una entrevista al diario El Mundo, respondió lo siguiente: "El mundo árabe es un mundo que vive una gran esquizofrenia desde hace dos siglos. Es un mundo donde no puedes decir lo que piensas, no puedes vivir lo que dices y tampoco puedes vivir en público lo que vives en secreto. Esta duplicidad absurda te transforma en una criatura esquizofrénica, poco auténtica. Una de las razones de esta dualidad son esos tabúes absurdos que estamos viviendo en el mundo árabe, impuestos por la religión o por los regímenes dictatoriales."
"A veces me dicen que es la esperanza lo que genera la fuerza de luchar. Pero es lo contrario: es la fuerza de luchar lo que genera la esperanza. No es que esté convencida de que lo hago vaya a cambiar las cosas y por eso luche. Estoy convencida de que mi lucha puede generar la esperanza."
"Ser mujer en el mundo árabe, es hacer una declaración de guerra".
Sobre el burka declaró: "Me parece muy absurdo, muy contradictorio. Uno no puede elegir la libertad de no ser libre. ¿Esas mujeres no se preguntan por qué sólo ellas tienen que llevar esa señal? Si pudiéramos imponer a los hombres musulmanes durante un mes el burka, lo pensarían dos veces antes de imponérselo a las mujeres. Es humillante, es un insulto. Para la mujer y para el hombre, que también es tratado como un animal que no controla sus instintos y tiene que ser protegido de la tentación de la mujer."

## Vida personal
Se ha casado dos veces y tiene dos hijos. Vive en Beirut. Es atea y crítica con la religión organizada.

## Premios y reconocimientos

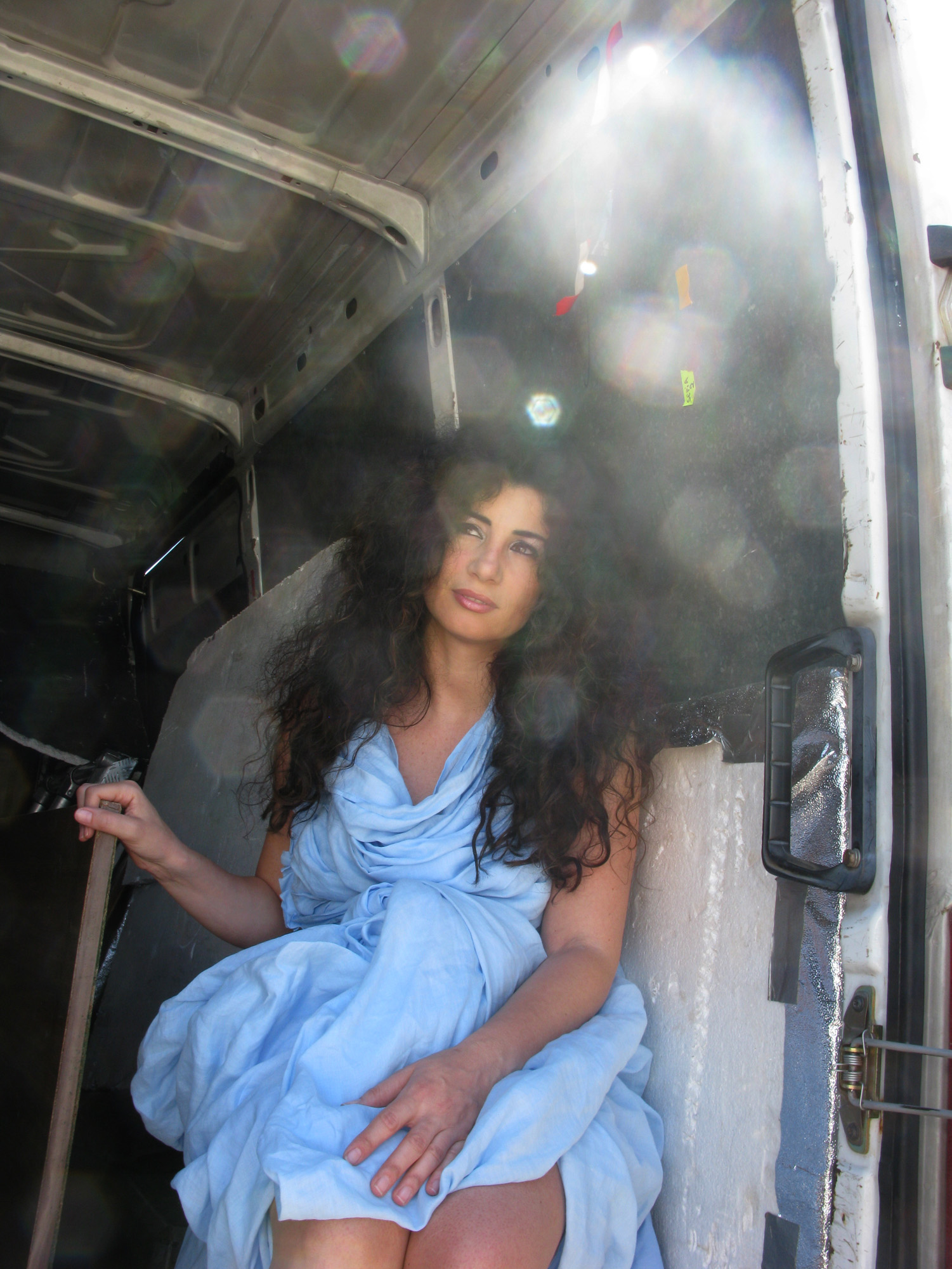
Joumana Haddad en el rodaje de la película "Qué pasa?" en junio de 2009.

- Obtuvo el premio del periodismo árabe en el 2006 por su entrevista con Mario Vargas Llosa.

- En octubre de 2009 fue seleccionada como una de los 39 autores árabes más interesantes que tienen menos de 39 años.[13]

- En noviembre de 2009, recibió el Premio Internacional Norte Sur de la Fundación italiana Pescarabruzzo en su categoría de poesía.[14]

- En febrero de 2010 recibió el Premio Blue Metropolis para la literatura árabe en Montreal.[15]

- En agosto de 2010 recibió el Premio Rodolfo Gentili en Porto Recanati (Italia).

- En noviembre de 2012 recibió el Premio Maria Grazia Cutuli para el periodismo en Catania (Italia).[16]

- En julio de 2013, fue nombrada por el alcalde de Nápoles Luigi de Magistris Embajadora Honoraria de la cultura y los derechos humanos de la ciudad de Nápoles en el Mediterráneo.[17]

- En febrero de 2014, recibió el Premio de la Carrera Poética otorgado por la Fundación Archicultura en Italia.[18]

### Bibliografía en árabe

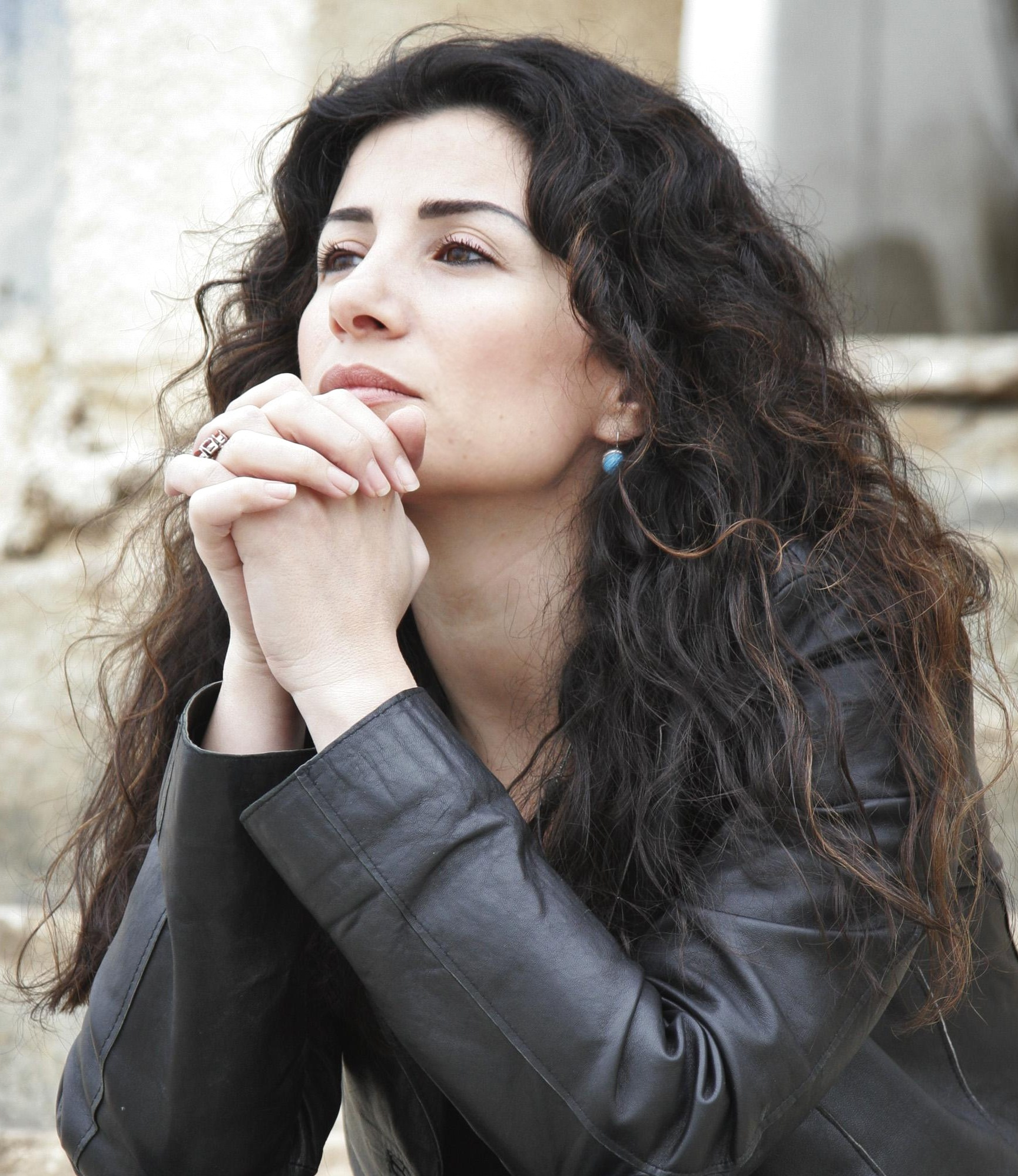
Joumana Haddad.